# Pawilon Centrali Handlowej Przemysłu Drzewnego na MTP
Pawilon Centrali Handlowej Przemysłu Drzewnego (Pawilon nr 34, potem 102/103) - hala wystawiennicza Międzynarodowych Targów Poznańskich zlokalizowana przy ul. Głogowskiej 26, w sąsiedztwie Hali nr 1, cmentarza żydowskiego, Wyższej Szkoły Umiejętności Społecznych i kamienic urzędniczych przy ul. Śniadeckich.
Obiekt wzniesiono w 1951 według projektu Jana Wellengera na zlecenie Centrali Handlowej Przemysłu Drzewnego, na terenach jedynie wydzierżawionych od MTP. Targi mogły w zamian wykorzystywać powierzchnie wystawiennicze pawilonu na swoje potrzeby. Budynek w nietypowy dla tamtych czasów sposób łączył cechy biurowca z funkcją wystawienniczą. Estetyka pawilonu jest socrealistyczna, lecz bardzo prosta i pozbawiona jakiegokolwiek detalu nawiązującego do stylów historycznych. Główna elewacja znajduje się od strony ul. Głogowskiej, a boczna (równie ciekawie zaaranżowana) otwarta jest na tereny targowe.

## Bibliografia

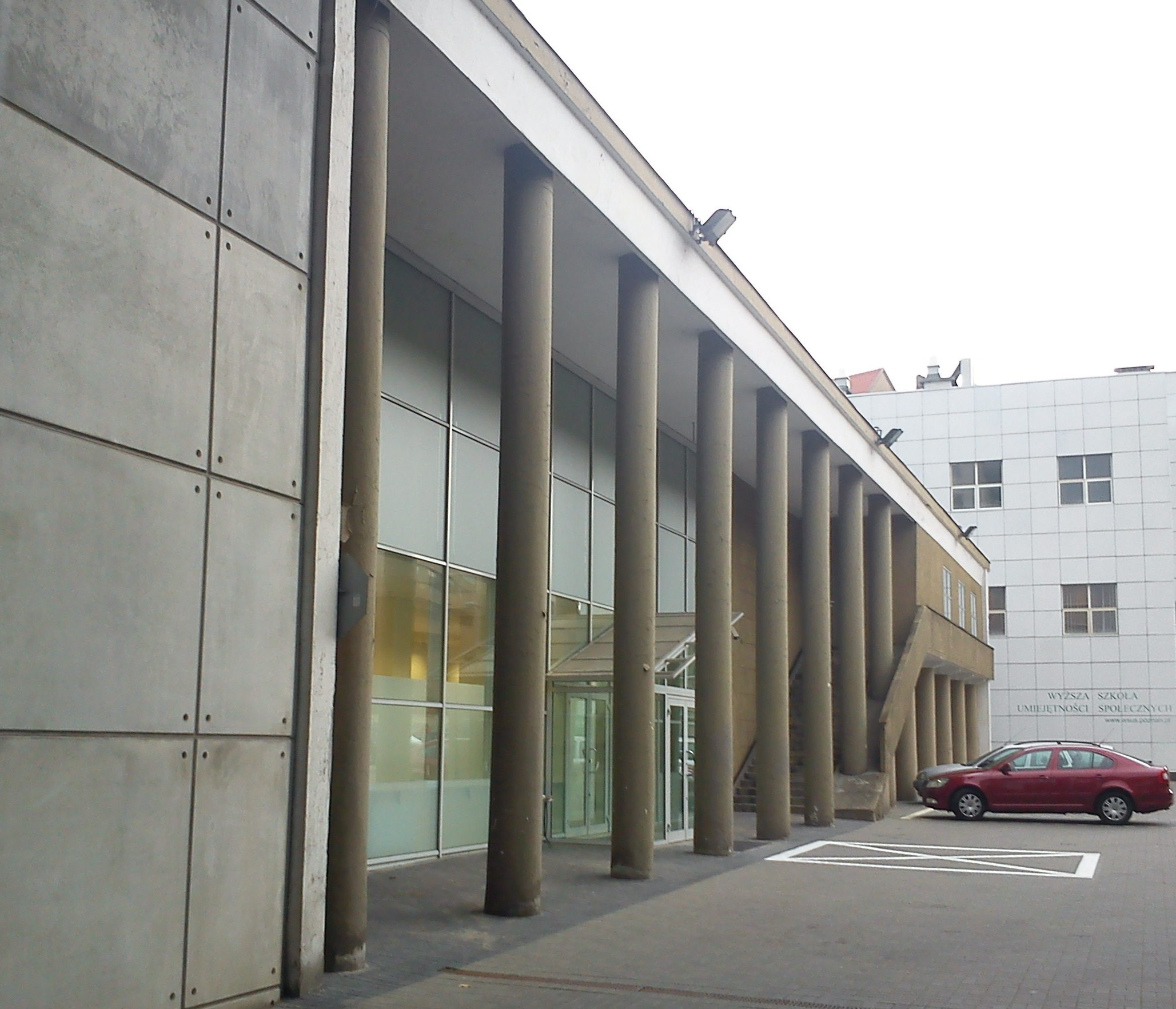
Część wystawiennicza